# Dave Franco
David John "Dave" Franco, född 12 juni 1985 i Palo Alto i Kalifornien, är en amerikansk skådespelare och regissör. Han är mest känd för sina roller i Scrubs, 21 Jump Street, Charlie St. Cloud, Warm Bodies och Now You See Me.

## Biografi
Franco föddes i Palo Alto, Kalifornien, son till Betsy (född Verne), en poet, författare och redaktör, samt Doug Franco (1948–2011), som träffades som studenter vid Stanford University. Francos far var av portugisisk och svensk härkomst och Francos mamma är judinna, en ättling från invandrare från Ryssland. Han växte upp i Kalifornien tillsammans med sina två bröder, Tom Franco och James Franco. Sedan 2017 är han gift med skådespelaren Alison Brie.

## Filmografi

### Film
| År   | Titel                          | Roll                   | Noteringar                              |
| ---- | ------------------------------ | ---------------------- | --------------------------------------- |
| 2007 | Supersugen                     | Greg the Soccer Player |                                         |
| 2007 | After Sex                      | Sam                    |                                         |
| 2008 | Milk                           | Telefonträd #5         |                                         |
| 2009 | The Shortcut                   | Mark                   |                                         |
| 2010 | Greenberg                      | Rich                   |                                         |
| 2010 | Charlie St. Cloud              | Sully                  |                                         |
| 2011 | The Broken Tower               | Unga Hart Crane        |                                         |
| 2011 | Fright Night                   | Mark                   |                                         |
| 2012 | 21 Jump Street                 | Eric Molson            |                                         |
| 2013 | Warm Bodies                    | Perry Kelvin           |                                         |
| 2013 | Now You See Me                 | Jack Wilder            |                                         |
| 2014 | Lego-filmen                    | Wally (röst)           |                                         |
| 2014 | Neighbors                      | Pete                   |                                         |
| 2014 | 22 Jump Street                 | Eric Molson            | Okrediterad cameo                       |
| 2015 | Unfinished Business            | Mike Pancake           |                                         |
| 2016 | Neighbors 2: Sorority Rising   | Pete Regazolli         |                                         |
| 2016 | Now You See Me: The Second Act | Jack Wilder            |                                         |
| 2016 | Nerve                          | Ian                    |                                         |
| 2017 | The Little Hours               | Massetto               |                                         |
| 2017 | The Disaster Artist            | Greg Sestero           |                                         |
| 2017 | The Lego Ninjago Movie         | Lloyd Garmadon (röst)  |                                         |
| 2018 | 6 Balloons                     | Seth                   |                                         |
| 2018 | If Beale Street Could Talk     | Levy                   |                                         |
| 2019 | Zeroville                      | Montgomery Clift       |                                         |
| 2019 | 6 Underground                  | David / Six            |                                         |
| 2020 | The Rental                     |                        | Producent, manusförfattare och regissör |
| 2022 | Day Shift                      | Seth                   |                                         |
| 2024 | Love Lies Bleeding             | J.J.                   |                                         |

### TV
| År        | Titel          | Roll                        | Noteringar                |
| --------- | -------------- | --------------------------- | ------------------------- |
| 2006      | Sjunde himlen  | Benjamin Bainsworth         | Avsnitt "Highway to Cell" |
| 2008      | Greek          | Gonzo                       | 6 avsnitt                 |
| 2008-2009 | Privileged     | Zachary                     | 5 avsnitt                 |
| 2009–2010 | Scrubs         | Cole Aaronson               | 13 avsnitt                |
| 2011–2012 | Young Justice  | Edward Nigma/Riddler (röst) | 2 avsnitt                 |
| 2016–2019 | Easy           | Jeff                        | 4 avsnitt                 |
| 2021      | The Now        | Ed Poole                    | 14 avsnitt                |
| 2022      | The Afterparty | Xavier                      | 8 avsnitt                 |